# Рампон, Антуан Гийом
Антуан Гийом Рампон (фр. Antoine Guillaume Rampon; 1759—1842) — французский военный деятель, дивизионный генерал (1800 год), граф (1808 год), участник революционных и наполеоновских войн. Имя генерала выбито на Триумфальной арке в Париже.

## Биография
Выходец из третьего сословия. Родился в семье производителя париков Антуана Рампона (фр. Antoine Rampon) и его супруги Сюзанны Мильо (фр. Suzanne Milhot). 14 мая 1775 году поступил рядовым в Медокский пехотный полк. К началу революции, в 1789 году, стал старшим сержантом, в 1792 году - лейтенантом. Активно участвовал в войнах революционной Франции, сражался против испанцев на Пиренеях. 14 октября 1793 года произведён в полковники, и временно возглавил 161-ю боевую полубригаду. Произведён в полковники штаба представителями народа на поле битвы при Вильлонге 19 ноября 1793 года. 20 декабря 1793 года был ранен пулей и попал в плен во время взятия Кольюра. Вернулся во Францию только после подписания мира 10 октября 1795 года.
1 мая 1794 года утверждён в звании полковника. 27 ноября 1795 года возглавил 129-ю боевую полубригаду в составе Армии Италии под началом Шерера. 21 марта 1796 года стал временным командиром 21-й полубригады линейной пехоты. Участвовал во многих сражениях Итальянской кампании Бонапарта. Отличился 11 апреля 1796 года на редуте Монтелегино близ Монтенотте, где сумел остановить двумя батальонами австро-сардинские войска под командованием генерала Аржанто. В тот же день Бонапарт назначил его временным бригадным генералом. На следующий день с помощью генерала Лагарпа он снова разгромил генерала Аржанто при Монтенотте. 11 мая 1796 года возглавил 2-ю бригаду в дивизии Массена вместо Доммартена. 15 ноября 1796 года отразил контратаку у Арколе генерала Альвинци. 13 декабря 1796 года был назначен комендантом Кассано. При Риволи и Ла-Фаворите дрался в авангарде. 29 марта 1797 года возглавил легендарную 2-ю бригаду (18-я и 32-я линейные полубригады) в дивизии Массена. 3 апреля 1797 года одержал победу у Фризака. 14 июня 1797 года вместо 18-й в бригаду Рампона была добавлена 75-я полубригада.
12 января 1798 года зачислен в состав Английской армии. Последовал за Бонапартом в Египет. Когда Бонапарт с несколькими генералами поспешно выехал на корабле из Египта во Францию, Рампон оставался с армией и участвовал в последующих сражениях, включая оборону Александрии.
С тех пор отношения пришедшего к власти Наполеона с Рампоном, как и с многими другими генералами, вернувшимися из Египта позже, и считавшими, что со стороны Бонапарта было некорректно оставить армию, видимо, ухудшились. Хотя генерал Рампон был введён в состав Сената и получил из рук Первого консула почётную саблю, но уже в 1802 году был отправлен в отставку, а вернувшись спустя некоторое время на службу, на протяжении 12 лет занимал тыловые военные должности. 
8 мая 1802 года в Париже генерал женился на Марие Риффар де Сан-Мартен (фр. Marie Louise Elisabeth Riffard de Saint-Martin; 1785—1848), в браке родилось пять детей, из которых Жоашен Рампон (фр. Joachim Achille Rampon; 1805—1883) стал вице-президентом Сената в годы Третьей французской республики.
В 1814 году, продолжая командовать тыловым по своим функциям соединением - дивизией Национальной гвардией в Бельгии и Голландии, принял участие в военных действиях и попал в плен  при капитуляции города Горкума. Во время «Ста дней» введён Наполеоном в палату пэров, но назначения в боевые части не получил.

## Память о генерале.
Имя генерала Рампона написано на Триумфальной арке в Париже, среди имён других генералов - героев войн Наполеона. Именем генерала названа улица в 11-округе Парижа и площадь в Ламастре, в родной деревне генерала, Сен-Фортюна-сюр-Эрьё, ему установлен памятник.

## Воинские звания
- Солдат (14 марта 1775 года);
- Гренадер (31 августа 1777 года);
- Капрал (1 сентября 1782 года);
- Сержант (1 мая 1783 года);
- Старший сержант (22 января 1789 года);
- Младший лейтенант (12 января 1792 года);
- Лейтенант (5 августа 1792 года);
- Капитан (8 сентября 1793 года);
- Командир батальона (5 октября 1793 года);
- Полковник (14 октября 1793 года, утверждён 1 мая 1794 года);
- Бригадный генерал (11 апреля 1796 года, утверждён 24 апреля 1796 года);
- Дивизионный генерал (25 января 1800 года, утверждён 6 сентября 1800 года).

## Титулы
- Граф Рампон и Империи (фр. comte Rampon et de l'Empire; декрет от 19 марта 1808 года, патент подтверждён 26 апреля 1808 года в Байонне)[2][3].

## Награды
Легионер ордена Почётного легиона (11 декабря 1803 года)
 Великий офицер ордена Почётного легиона (14 июня 1804 года)
 Командор ордена Железной короны (26 февраля 1806 года)
 Большой крест голландского королевского ордена Единства (1809 год)
 Кавалер Военного ордена Святого Людовика (27 июня 1814 года)
 Большой крест ордена Почётного легиона (22 января 1825 года)

## Галерея

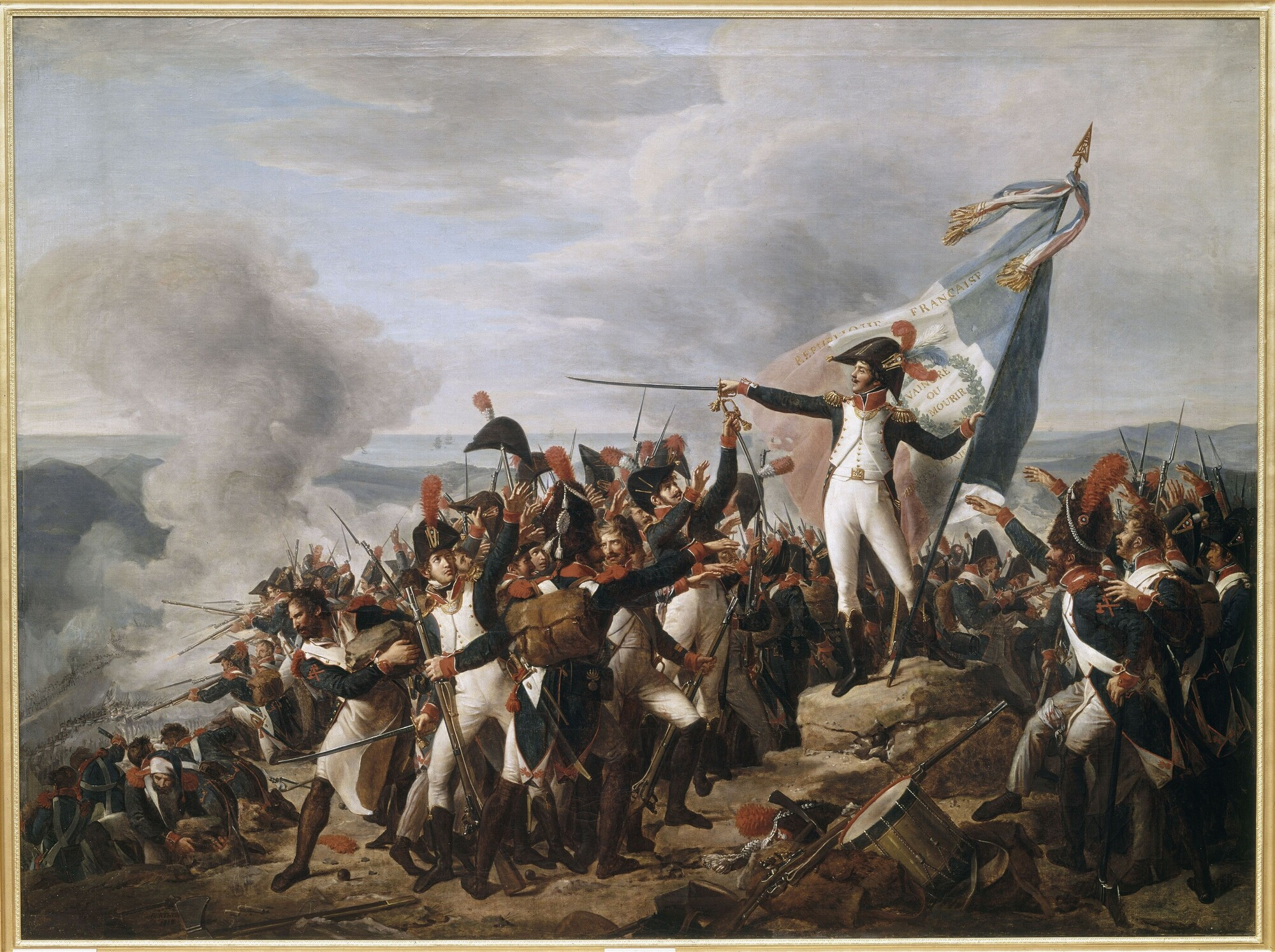
Генерал Рампон защищает редут Монте-Легино в ходе битвы при Монтенотте. Художник Рене Бертон.
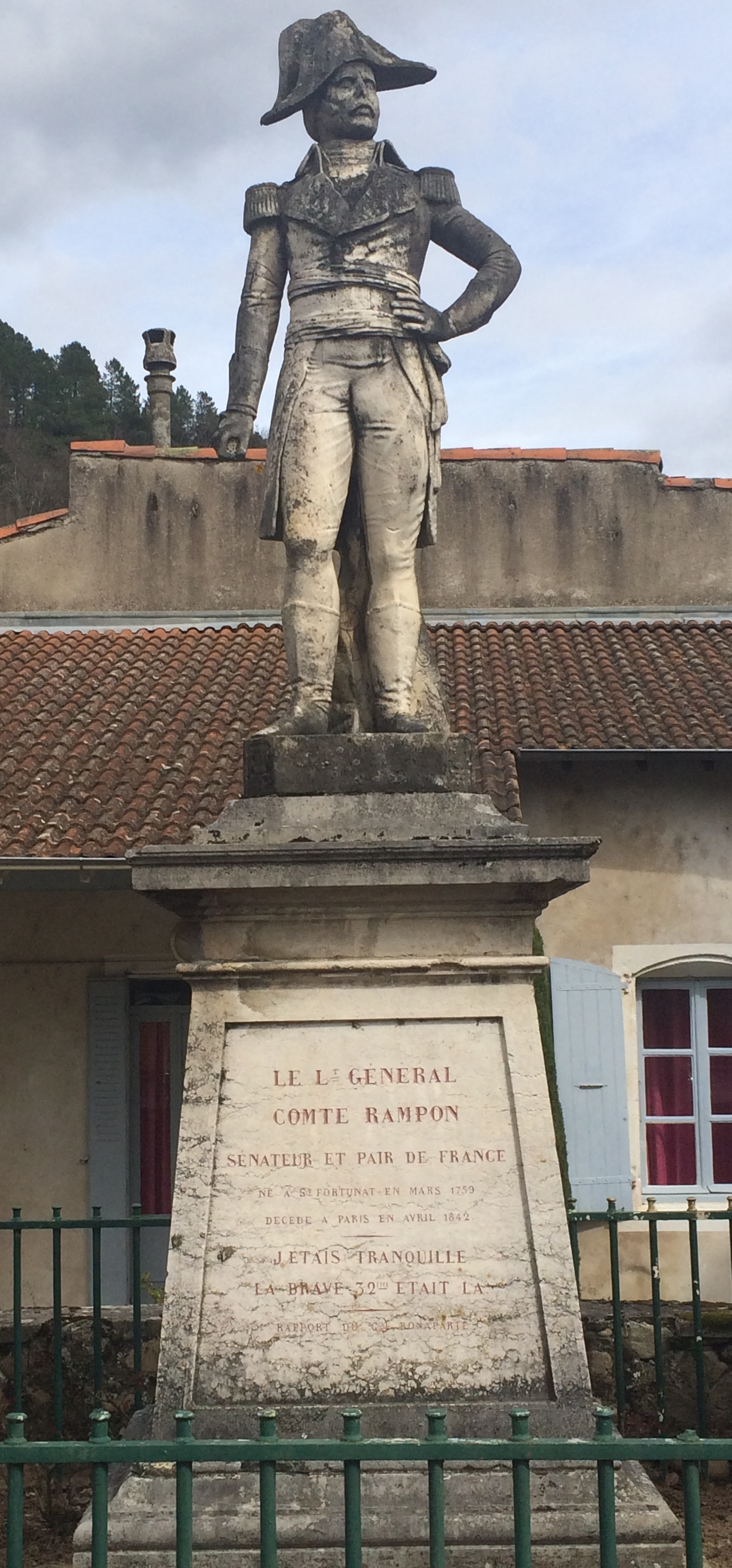
Статуя генерала Рампона в его родном Сен-Фортюна-сюр-Эрьё.
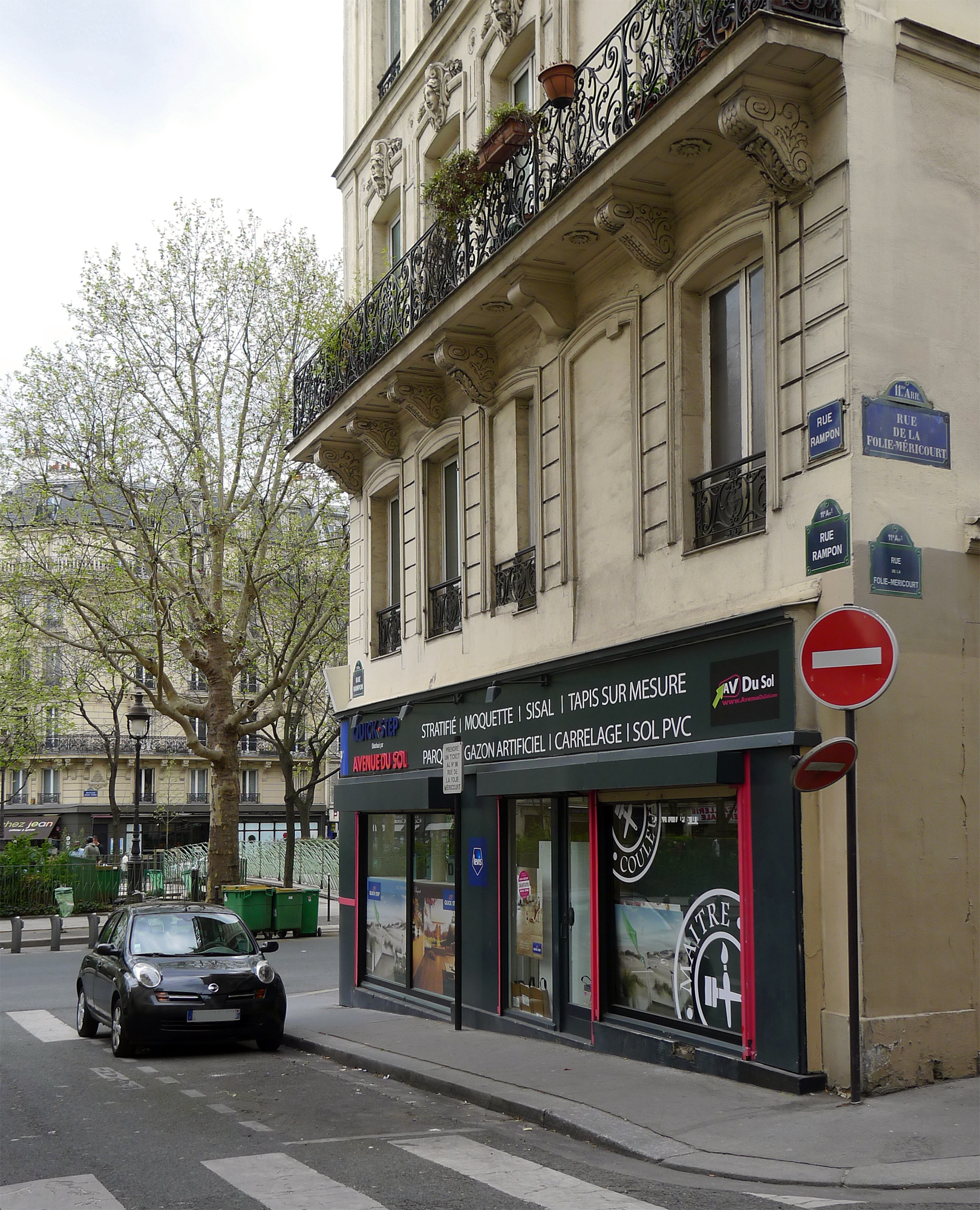
Вид на улицу Рампон в Париже.